# 21st Century Tigers
La 21st Century Tiger est une fondation créée par le partenariat de la Société zoologique de Londres et la Global Tiger Patrol. Le but de la 21st Century Tiger est de lever des fonds destinés à la protection et à la sauvegarde des tigres dans la nature. Elle encourage également la création de programme d'éducation des populations et la recherche.